# Fred Perry
Frederick John Perry (Stockport, 18 maggio 1909 – Melbourne, 2 febbraio 1995) è stato un tennista, tennistavolista e imprenditore britannico, vincitore per tre volte del torneo di Wimbledon e una volta campione del mondo di tennis tavolo.
Nel tennis è uno degli otto giocatori che nella loro carriera sono riusciti a realizzare il Career Grand Slam.
Oltre che alle sue imprese sportive, il suo nome è legato al marchio di abbigliamento che porta il suo nome e che ha come simbolo una coroncina di alloro cucita sugli abiti.

## Biografia

### Carriera tennistica
Prima di divenire tennista, Fred Perry fu uno dei grandi pionieri del tennistavolo, in cui a soli 18 anni divenne campione del mondo a Budapest nel 1929; alla sua prima partecipazione, l'anno prima a Stoccolma, si era classificato terzo.
Nel tennis, vince il suo primo torneo del Grande Slam a soli 24 anni, negli US Championship a Forest Hills contro l'australiano Jack Crawford in cinque set (6-3, 11-13, 4-6, 6-0, 6-1). Il 1934 fu per Perry un anno eccezionale, con altri tre titoli del grande slam: a Sydney (Australian Championships) sempre contro Jack Crawford (6-3, 7-5, 6-1), Wimbledon (ancora battendo Jack Crawford: 6-3, 6-0, 7-5) e infine Forest Hills, superando lo statunitense Wilmer Allison (6-4, 6-3, 1-6, 8-6). Nel 1935 gli riuscì di vincere il Roland Garros e Wimbledon, entrambe le volte battendo Gottfried von Cramm. Il 1936 fu il suo ultimo anno tra i dilettanti, coronato con altri due titoli del grande slam, a Wimbledon contro Von Cramm con un punteggio impietoso (6-1, 6-1, 6-0) e allo US Championships contro il leggendario Don Budge, in un incontro estremamente lungo e combattuto, terminato 2-6, 6-2, 8-6, 1-6, 10-8. In totale, da dilettante, vinse otto titoli dei tornei maggiori. Nelle sue tre finali vittoriose consecutive di Wimbledon non perse neppure un set. Fu anche il primo giocatore a vincere tutti i quattro titoli del grande slam, anche se non nello stesso anno né consecutivamente.
Nella sua carriera da professionista vinse una ventina di titoli, tra cui due agli US Pro Championships nel 1938 e nel 1941. La sua vittoria nel singolo del torneo di Wimbledon 1936 è stata, fino al 7 luglio 2013, l'ultima di un tennista britannico nel prestigioso torneo londinese, fino alla vittoria dello scozzese Andy Murray contro il serbo Novak Đjoković. Nella sua autobiografia del 1979, il grande campione Jack Kramer scrisse che Perry era stato uno dei sei migliori giocatori di tutti i tempi, dietro Don Budge e Ellsworth Vines, e allo stesso livello di Bill Tilden, Bobby Riggs e Pancho Gonzales, ma davanti quindi anche a Rod Laver.

### Carriera imprenditoriale
Seguendo il successo ottenuto da René Lacoste, nel 1952 Perry creò la linea di abbigliamento che porta il suo nome, specializzata soprattutto nella produzione di polo e che ebbe un successo immediato, soprattutto in Gran Bretagna, distaccandosi, negli anni successivi, sempre più dall'immagine di capo d'abbigliamento sportivo per diventare uno dei marchi che distinguevano movimenti giovanili come i mod e gli skinhead. Le polo Fred Perry presentano come segno distintivo una corona d'alloro sulla sinistra del petto; si distinguono da Lacoste per il fatto che il logo è ricamato nel tessuto anziché essere cucito come invece avviene per il piccolo coccodrillo francese.